# Alex Debon
Alex Debon (ur. 1 marca 1976 w Vall d'Uixó) – hiszpański motocyklista uczestniczący w Motocyklowych Świata. Po raz pierwszy na motocykl wyścigowy wsiadł w 1994 roku. Debiut w MŚ zaliczył podczas Grand Prix Madrytu w 1998 roku, gdzie nie ukończył pierwszego okrążenia. W następnym sezonie startował tylko w wyścigach hiszpańskich. W ciągu swojej kariery tylko dwukrotnie stanął na podium. Przez 11 sezonów startował tylko w klasie 250 cm³.

## Zwycięstwa w Motocyklowych Mistrzostwach Świata
1. Grand Prix Francji - 18 maja 2008
2. Grand Prix Czech - 17 sierpnia 2008